# Rhododendron liliiflorum
Rhododendron liliiflorum är en ljungväxtart som beskrevs av Leveille. Rhododendron liliiflorum ingår i släktet rododendron, och familjen ljungväxter. Inga underarter finns listade i Catalogue of Life.